# باتريك دبليو. فورد
باتريك دبليو. فورد (بالإنجليزية: Patrick W. Ford)‏ هو مهندس معماري أمريكي، ولد في 1847، وتوفي في 1900.

## معرض صور

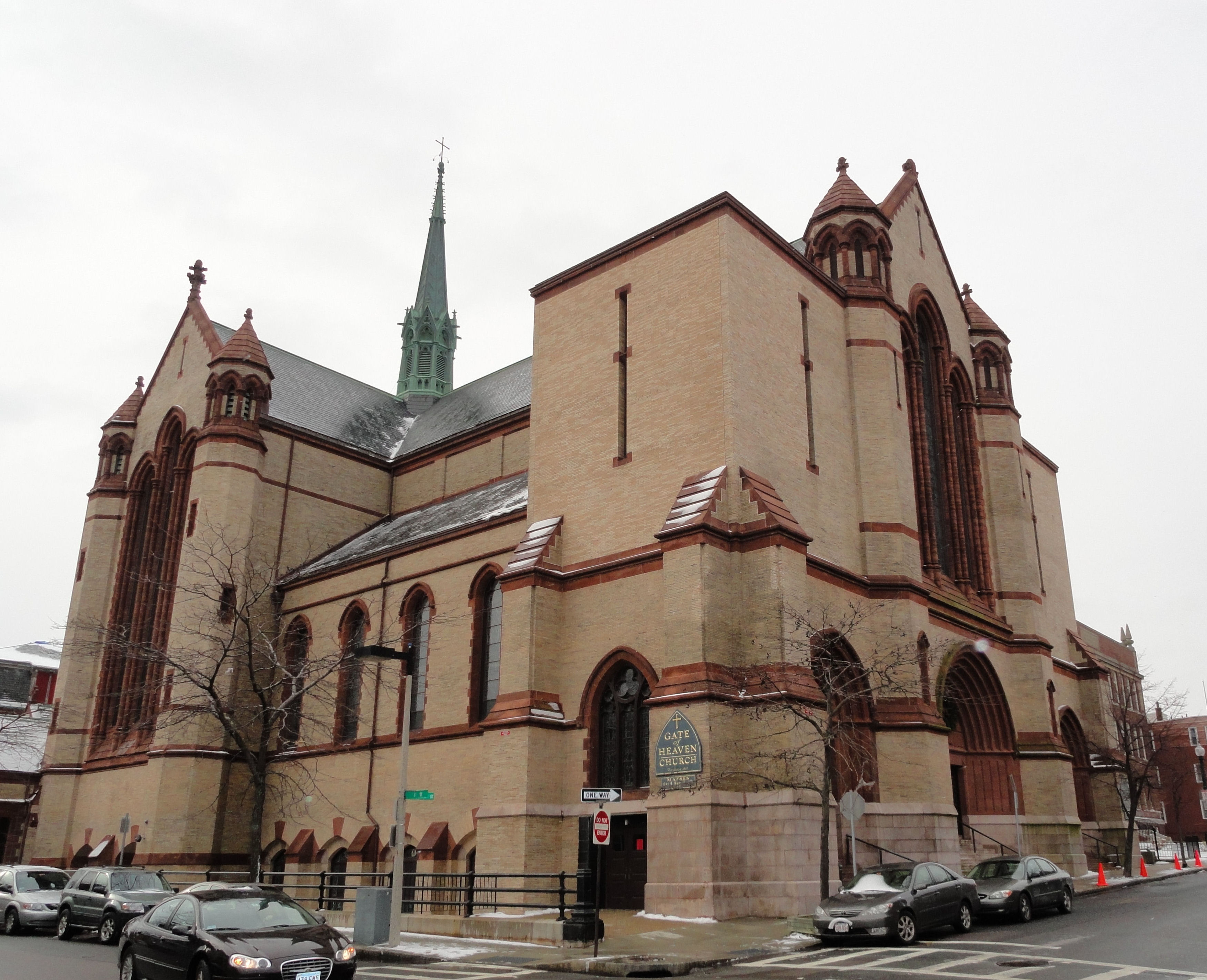
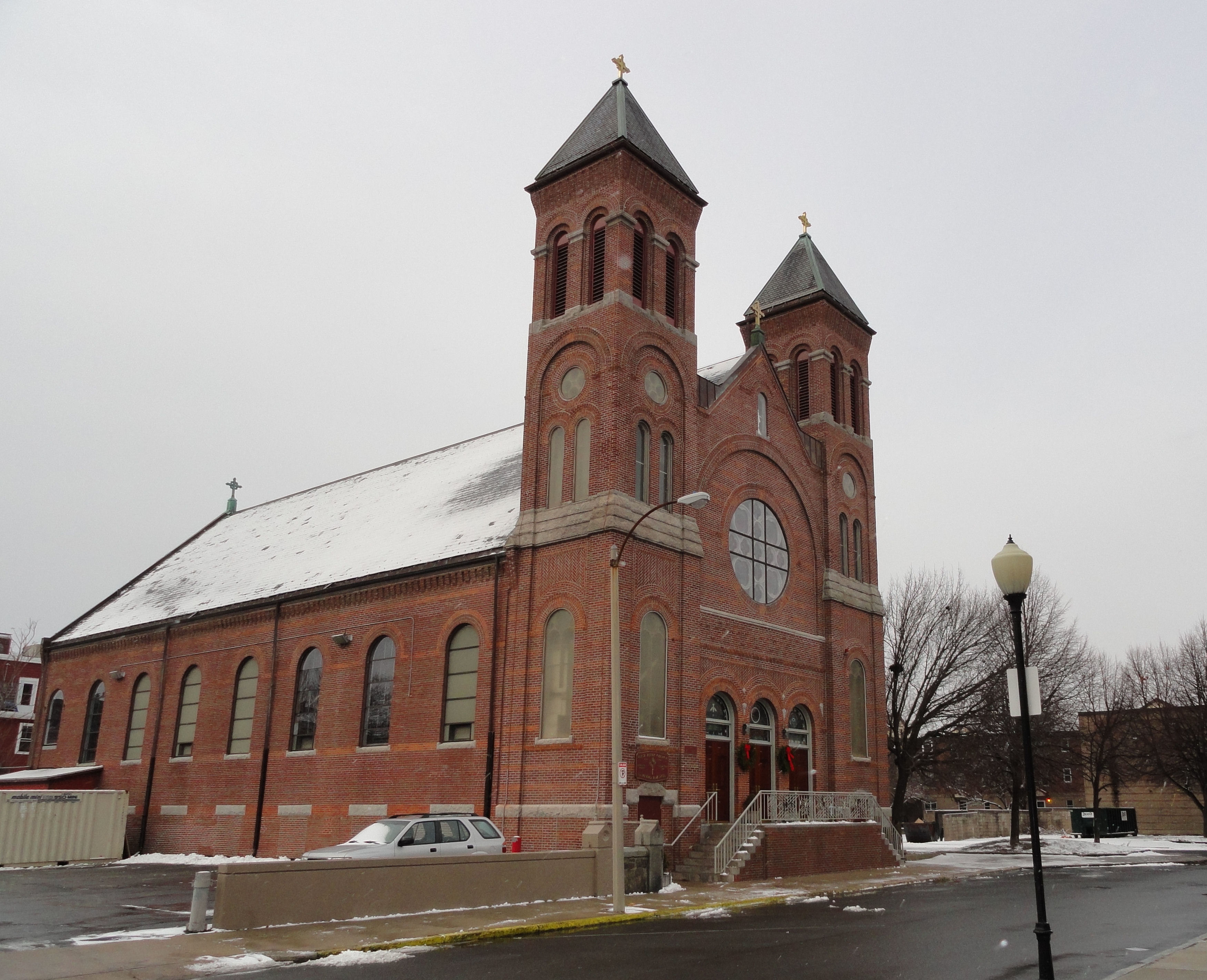
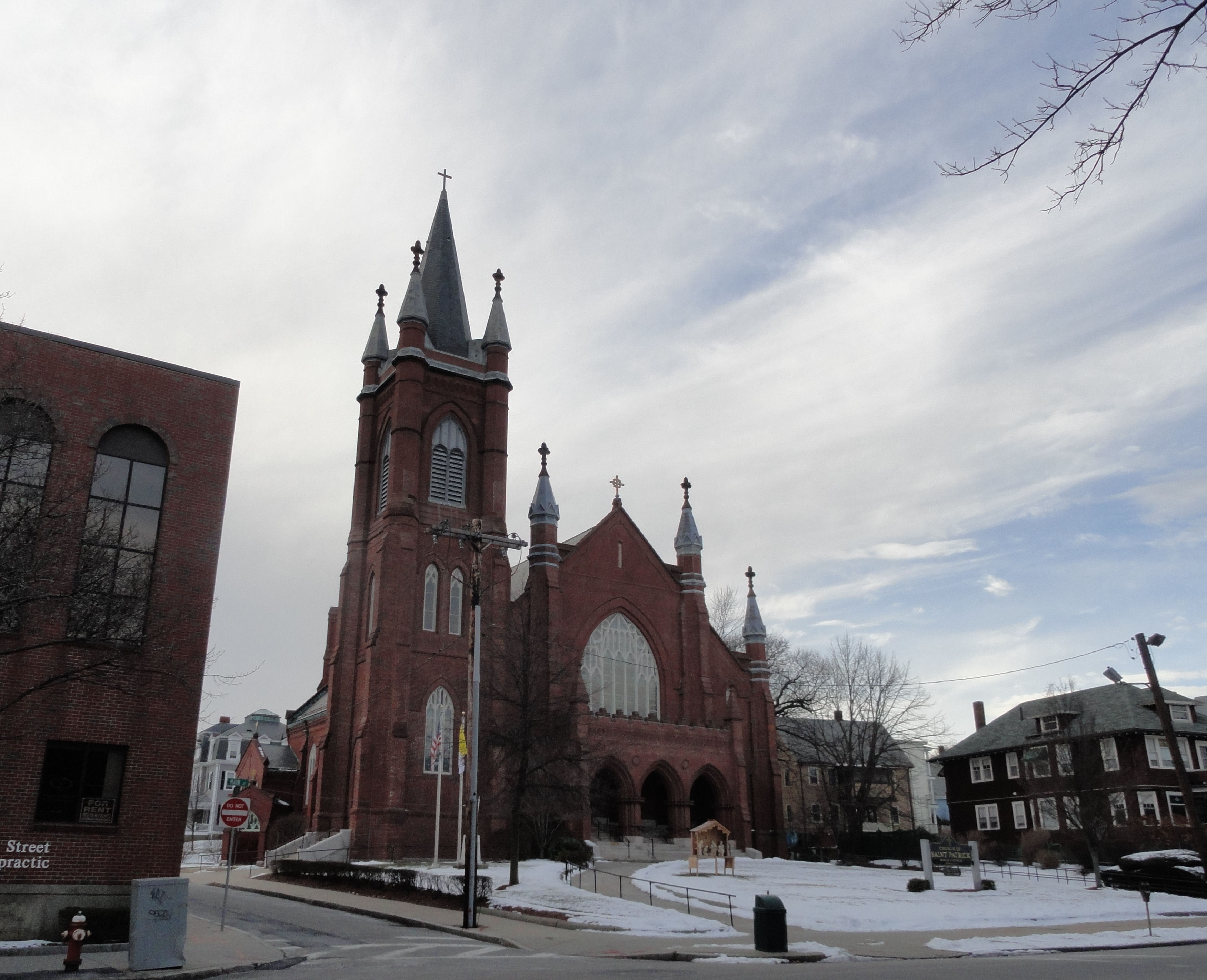
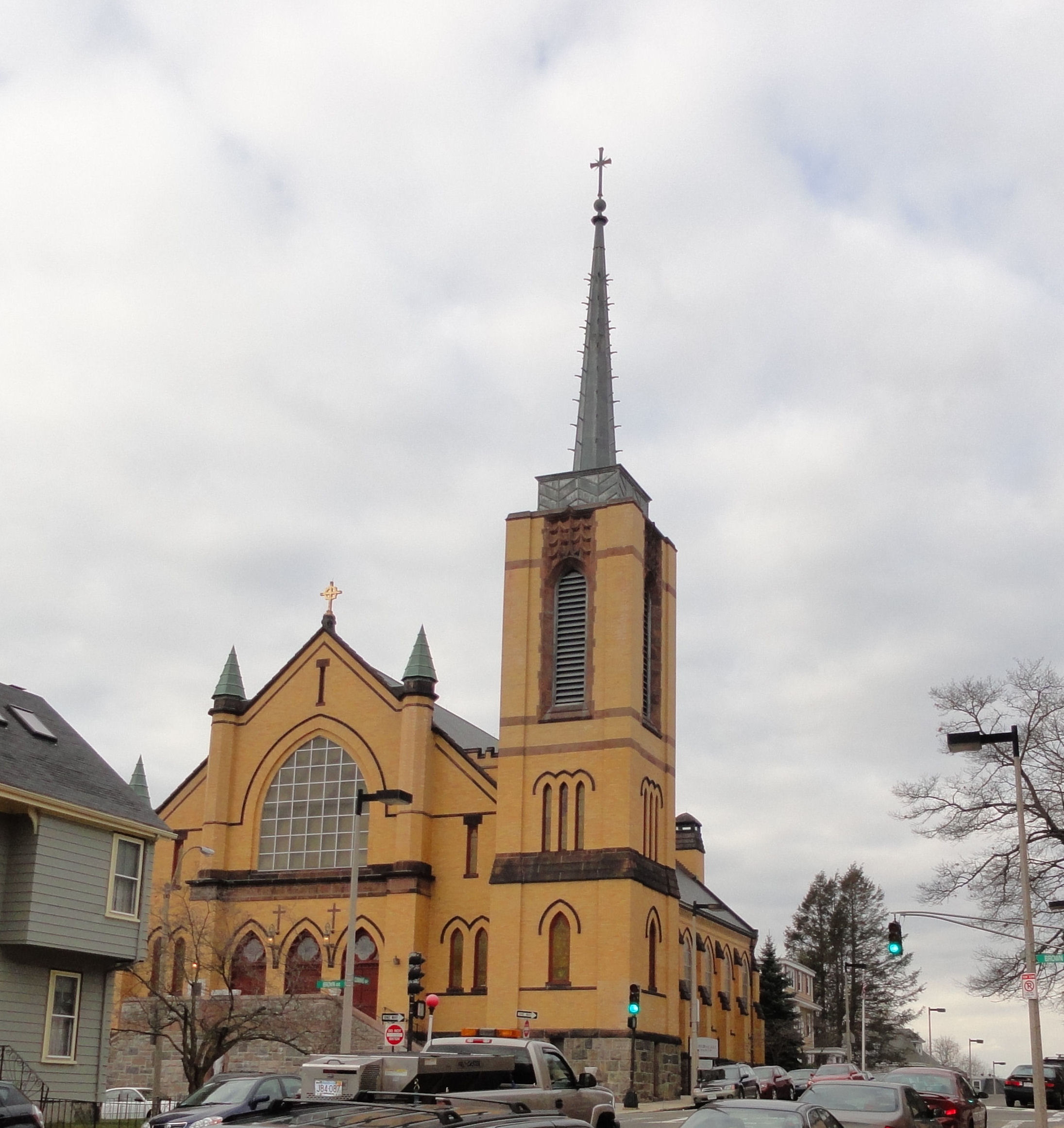